# Reformierte Kirche Adliswil

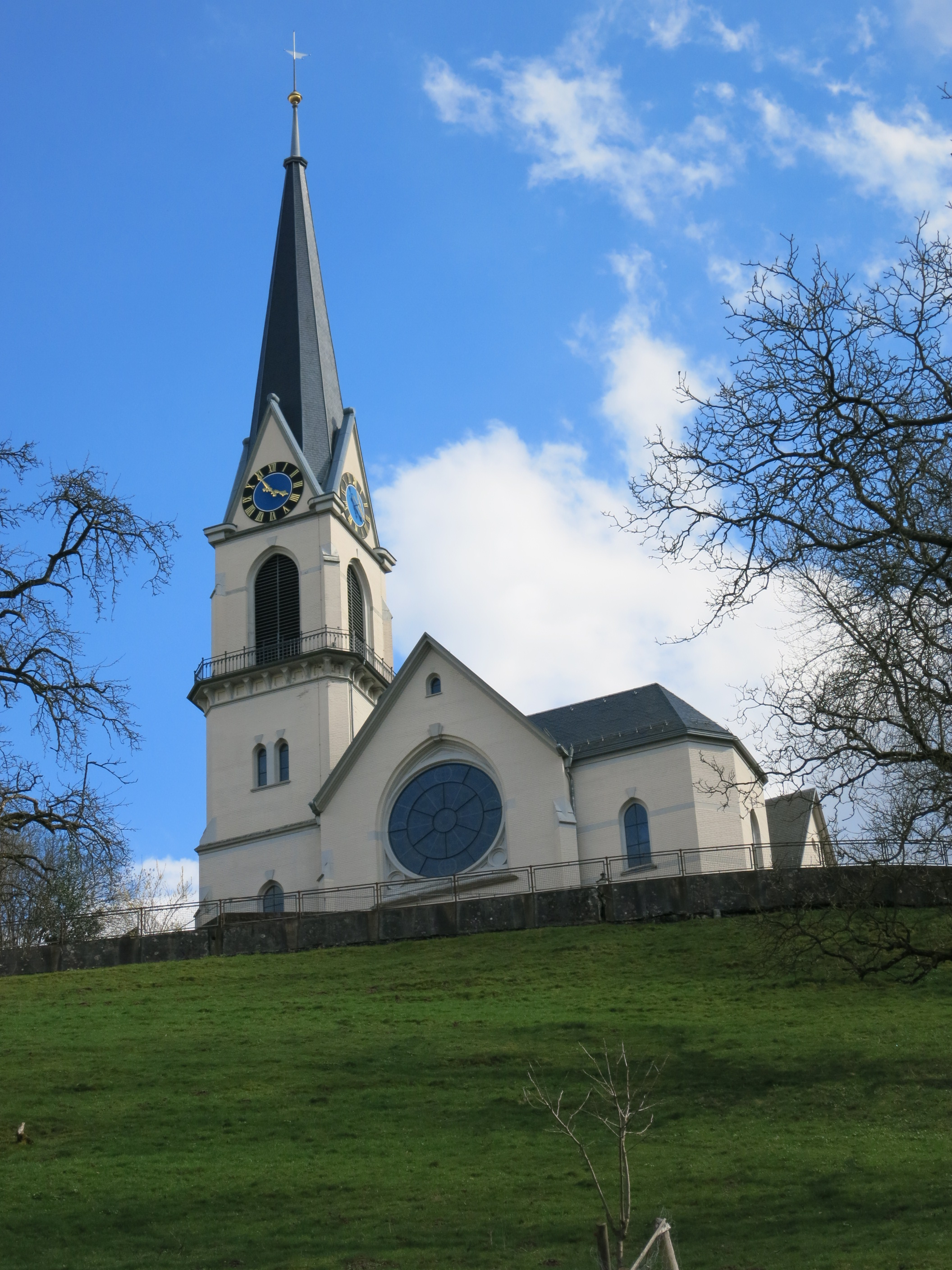
Reformierte Kirche Adliswil

Die Reformierte Kirche Adliswil ist eine der beiden Hauptkirchen in der Zürcher Gemeinde Adliswil. Sie wurde 1897/98 neu erbaut und befindet sich auf einem Hügelsporn südlich des Dorfkernes, über dem östlichen Ufer der Sihl. In unmittelbarer Nähe befindet sich der Friedhof und die Abdankungshalle. Die Katholische Kirche Adliswil befindet sich nördlich gegenüber dem Dorfzentrum und auf der anderen Sihlseite.
Die vom Architekten Paul Reber erbaute Kirche steht als B-Objekt (mittlere der drei Schutzstufen) unter kantonalem Denkmalschutz.

## Geschichte
Die evangelisch-reformierte Kirchgemeinde Adliswil wurde erst 1896 gegründet. Die Gründung war die Folge eines kantonalen Volksentscheids. Davor gehörten die Gläubigen zur Kirchgemeinde von Kilchberg. Sogleich wurde die Planung einer eigenen Kirche in Angriff genommen, und bald darauf konnte mit dem Bau begonnen werden. Die Weihung der Kirche fand am 31. Juli 1898 statt.

## Bauwerk

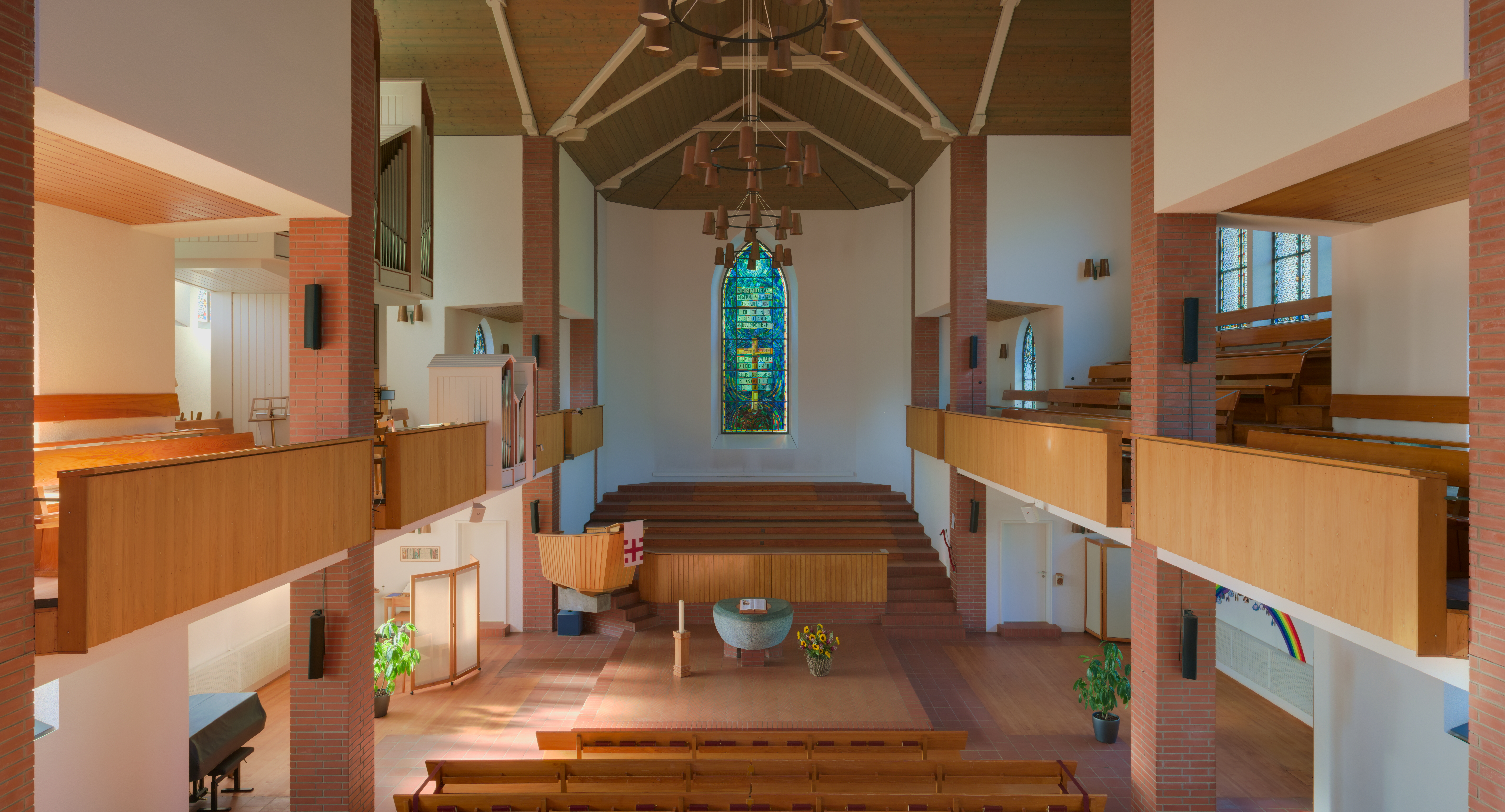
Innenraum der Kirche

Die kreuzförmige Kirche ist nach Süden ausgerichtet und besitzt einen 50 Meter hohen Kirchturm. Der Kirchturm ist an das nordöstliche Ende des Langschiffes angebaut und beherbergt vier Glocken und eine Turmuhr. Der Innenraum ist eher schlicht gehalten und wurde letztmals Anfang der 1960er Jahre umgestaltet. Im Zentrum befindet sich der Taufstein aus Granit. Der Chor ist treppenförmig ausgeführt. Im nördlichen Langschiff ist eine grosse Empore eingebaut, und über Brüstungen sind die beiden Seitenemporen in den Seitenschiffen erreichbar. Die östliche Seitenempore beherbergt die 1961 eingebaute Orgel mit 26 Registern. Die Fenster sind als bemalte Glasfenster ausgeführt, wobei das Chorfenster erst 1961 angefertigt wurde, während die übrigen noch die Original-Glasfenster von 1898 sind.

## Glocken und Turmuhr
Die Glocken wurden durch die Glockengiesserei Rüetschi in Aarau gegossen. Sie wurden am 13. November 1897 von 713 Schulkindern zum Turm gebracht und aufgezogen. Die vier Glocken tragen keine Namen, sondern Sprüche.
- Glocke 1 ist mit 2250 kg die grösste und hat die Tonlage C. Die Aufschrift lautet «Ehre sei Gott in der Höhe und Friede auf Erden». Zusätzlich trägt sie eine Inschrift, die darauf hinweist, dass die Gründung der Kirchgemeinde Adliswil im Januar 1896 erfolgte, gestützt auf einen kantonalen Volksentscheid.

- Glocke 2 wiegt 1110 kg und hat die Tonlage E. Die Aufschrift lautet «Selig sind die Todten, die im Herrn sterben».

- Glocke 3 wiegt 700 kg und hat die Tonlage G. Ihre Aufschrift lautet «Rufe mich an zur Zeit der Not»

- Glocke 4 war ursprünglich 280 kg schwer und hatte die Tonlage C'. Sie wurde aber 1946 wegen ihres unreinen Klangs eingeschmolzen und durch eine neue, 500 kg schwere Glocke mit der Tonlage A ersetzt. Die Aufschrift beider Glocken lautet «Kommet zur himmlischen Ruh, ruf den verstorbenen Kleinen ich zu».

Das Geläut wurde noch vor dem Zweiten Weltkrieg elektrifiziert, bis 1957 konnte aber noch manuell mit Seilen geläutet werden. In den 1990er Jahren wurde eine Fernbedienung für des Geläut eingebaut. Das Stundengeläut wird über einen Hammerschlag ausgelöst. Dabei werden die Glocken 2 und 3 für den Viertelstundenschlag und die Glocke 1 für den Stundenschlag verwendet.
Das Stundengeläut wird von der mechanischen Turmuhr angesteuert, welche 1897 von der Firma Mäder in Andelfingen hergestellt wurde. Das Uhrwerk ist noch in Originalzustand und muss regelmässig von Hand eingestellt werden, da sich das Pendel durch die Temperaturunterschiede verziehen kann. Einzig für die Gewichte des Viertel- und des Stundenschlages wurde 1965 ein elektro-automatischer Gewichtsaufzug eingebaut.
Die Zifferblätter der Turmuhr befinden sich über der Glockenstube in den Dreiecksgiebeln des Daches auf allen vier Turmseiten. Ihr Durchmesser beträgt 2,8 Meter. Die Ziffern und Zeiger sind vergoldet und wurden 1993 neu angebracht, die alten Zeiger sind im Turminnern untergebracht. Die Hintergründe der Zifferblätter sind heute blau, vor der Aussenrenovation 1993 waren sie rot.

## Glasfenster

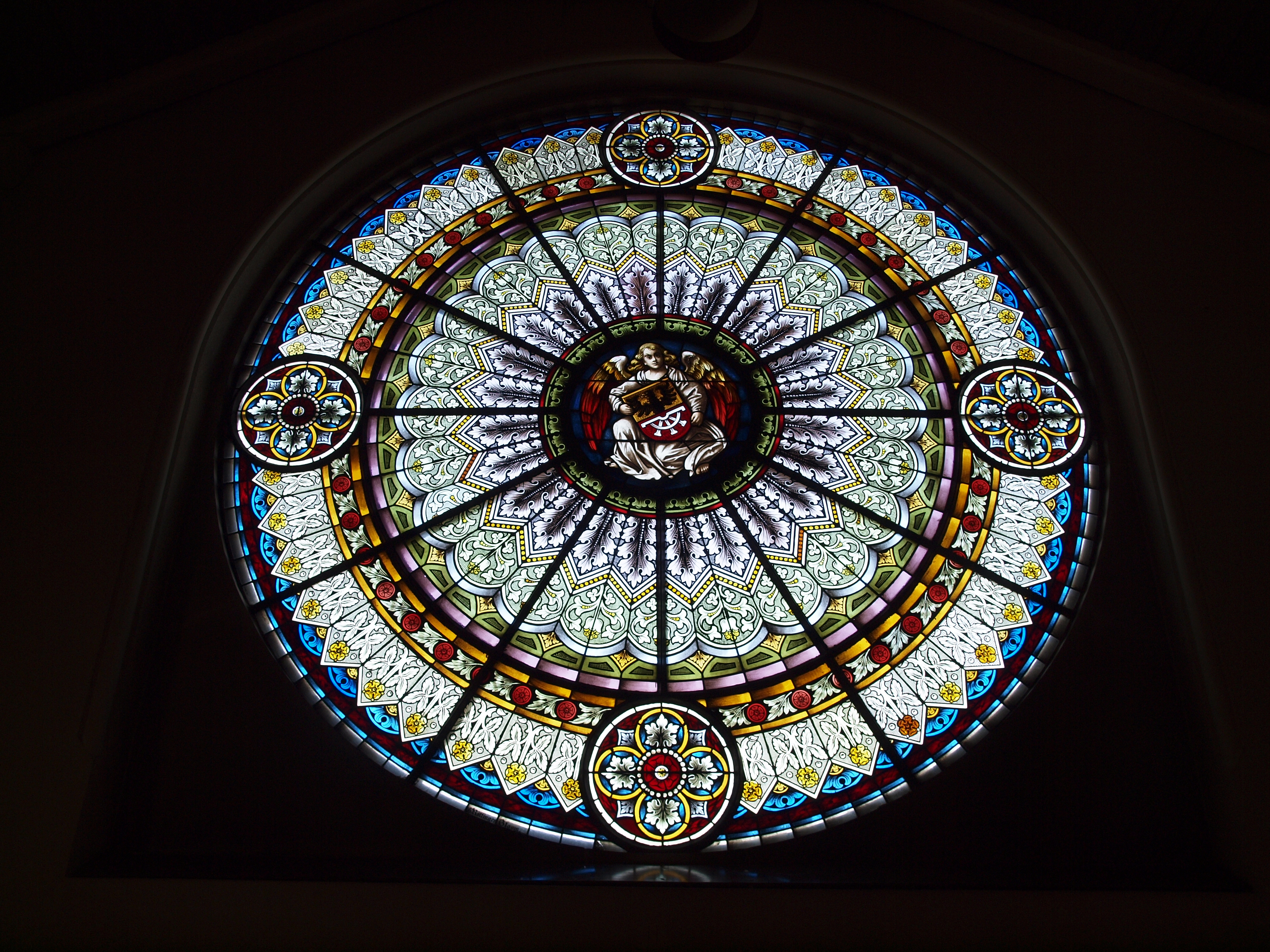
Das Rosettenfenster über dem Haupteingang

Die originalen Glasfenster wurden 1898 von Jakob Georg Röttinger angefertigt. Sie sind im neugotischen Stil gehalte und vor allem mit Ornamenten ausgefüllt. Das Medaillon des mittleren Fensters der rechten Seite zeigt das Konterfei von Huldrych Zwingli, das der linken Seite dasjenige von Heinrich Bullinger. Über dem Hauptportal ist ein grosses Rosettenfenster mit einem Durchmesser von 4,3 Metern eingebaut, in dessen Mitte sich ein Engel mit einer älteren Version des Adliswiler Wappens befindet.
Das Chorfenster wurde 1961 nach einem Entwurf von Hans Peter Eber neu angefertigt. Es zeigt eine stilistische dunkle Erdkugel über der ein gelb-orang leuchtendes Kreuz steht. Es bezieht sich auf die Verse Joh. 8,12, Matth. 28,20, Matth. 11,28 und Joh. 16,33.

## Orgel
Die nach dem Kirchenbau im Chor eingebaute Orgel stammte von Friedrich Goll. Sie hatte 16 Register in romantisch-orchestraler Registerdisposition auf zwei Manualen und Pedal und war mit pneumatischer Traktur ausgestattet. Diese Disposition wurde 1939 abgeändert und nach neueren Grundsätzen gestimmt, auch wurde ein neuer Spieltisch eingebaut. Das dürftige Pedal konnte aber wegen Platzmangels nicht erweitert werden. Im Zuge des geplanten Umbaus der Kirche wurde beschlossen, die als mangelhaft empfundene Goll-Orgel nicht umzubauen, sondern durch einen Neubau zu ersetzen. Dabei wurde auch die Änderung des Standplatzes der Orgel vom Chor in das linke Seitenschiff beschlossen.
Die neue Orgel wurde von der Firma Metzler in Dietikon bezogen und konnte 1961 eingebaut werden. Sie besteht aus 26 Registern, welche die rund 1700 Pfeifen ansteuern. Es sind drei Manuale vorhanden. Die Orgel mit Baujahr 1960 kostete 69'400 Schweizer Franken.